# Johann Betichius
Johann Betichius (* 18. Oktober 1650 in Steckby; † 13. Juni 1722 in Zerbst) war ein deutscher evangelischer Geistlicher und Kirchenlieddichter.

## Leben
Geboren als Sohn eines Pfarrers, studierte er ab August 1666 an der Universität Wittenberg Theologie. Um sich weiter zu bilden, nahm er am 23. April 1672 erneut ein Studium in Wittenberg auf. Während dieser Zeit verfasste er Kirchenlieder, die im Zerbster Gesangbuch Eingang fanden, darunter die Lieder Auf ihr Christen jauchtzt und springt oder Träufelt ihr Himmel. Unter seinen Liedern befindet sich das Berufslied Das walte Gott, der helfen kann, das seinerzeit weite und dauerhafte Verbreitung fand. 1689 ging er als Theologe nach Zerbst und wurde zum Pfarrer an der Vorstadtkirche von Zerbst ordiniert. 1706 wurde er Diaconus an der Zerbster Trinitatiskirche.